# Quadrat vermell
Quadrat vermell (realisme pictòric d'una pagesa en dues dimensions), més comunament conegut com a Quadrat vermell), és un quadre de Kazimir Malèvitx de 1915 que forma part actualment la col·lecció del Museu Rus.
El quadre mostra un paral·lelogram vermell en un camp blanc. Segons el crític del New York Times Grace Gluek, la camperola del títol és representada amb el color vermell de la iconografia tradicional dels quadres religiosos russos.

## Moviment
Treballant en paral·lel a altres moviments d'avantguarda, Malèvitx també crearia un sistema de pintura abstracta que anomenaria suprematisme. A diferència del cubisme o del raionisme, el suprematisme no evolucionava gradualment de la pintura figurativa, sinó que començava abruptament amb la producció de composicions rígides i geomètricament organitzades, com ara Quadrat vermell. D'aquest estil, Malèvitx diria en el seu tractat Del Cubisme i el Futurisme al Suprematisme: el Nou Realisme Pictòric: «m'he transformat a mi mateix en el zero de la forma i m'he rescatat d'aquest fangar de l'art acadèmic que no val res... He destruït l'anell de l'horitzó i he sortit del cercle dels objectes, l'anell de l'horitzó que ha empresonat l'artista i les formes de la natura».